# 치킨 밀
치킨 밀(영어: Chicken meal)은 미국사료관리협회(AAFCO)에 따르면, 죽은 닭의 뼈가 포함되거나 혹은 포함되지 않은 그리고 깃털, 머리, 발, 그리고 내장을 제외한 닭고기와 껍질을 건조하여 랜더링된 혼합물을 일컫는다. 밀(meal)은 일반적으로 갈아지거나 소입자로 재생된 형태의 재료를 의미한다.
치킨 밀은 갈린 닭고기이며 수분 10%, 단백질 65%, 지방은 12%대로 이루어져있다. 일반 닭고기는 약 70%의 수분과 18%의 단백질 그리고 5%대의 지방 함량을 가지고 있다. 치킨 밀은 큰 통에 들어가 가공 과정을 거쳐 만들어진다. 이러한 렌더링 과정은 지방을 분리하고 물을 제거해 농축된 단백질 생산물을 만들어줄 뿐만 아니라 박테리아, 바이러스, 기생충과 다른 유기체들을 제거해준다. 이 과정에서 감염원이 제거되기 때문에 ‘4D’라고 불리는 동물들(dead, dying, diseased or disabled→죽었거나, 죽어가거나 병에 걸렸거나 장애가 있는 닭)들이 치킨 밀의 재료로 쓰일 수 있다. 항상 그런 것은 아니지만 이러한 재료들이 쓰일 가능성이 있기 때문에 치킨밀은 사람이 먹기에 적합하지 않다.